# Air Maldives
Air Maldives — прежняя национальная авиакомпания Мальдив со штаб-квартирой в Мале, осуществлявшая регулярные пассажирские авиаперевозки внутри страны и на международных направлениях.
Компания была основана 1 октября 1974 года и закончила свою деятельность банкротством в 2000 году спустя 26 лет.
Портом приписки авиакомпании являлся международный аэропорт имени Ибрагима Насира в Мале.

## История

### 1970-е годы
Air Maldives начала регулярные пассажирские перевозки на двух приобретённых у Caribbean United Airlines самолётах Convair 440: «Flying Fish I» (регистрационный 8Q-AM101) и «Flying Fish II» (регистрационный 8Q-AM102). Первый лайнер компании приземлился в международном аэропорту имени Ибрагима Насира 9 октября 1974 года.
Авиакомпания выполняла регулярные рейсы между Мале и Коломбо шесть дней в неделю, используя седьмой день для технического обслуживания самолётов. На внутреннем рынке компания начала с ежедневного маршрута между Мале и международным аэропортом Ган. В целях минимизации расходов Air Maldives наняла в Коломбо агентов по продажам билетов на свои рейсы, а также заключила договор с Air Ceylon на аэропортовое обслуживание в Коломбо.
В 1976 году 49 % собственности Air Maldives приобрела сингапурская компания «Tri-9 Corporation», взяв на себя 1 июня того же года полное управление авиакомпанией. Месяцем позже Air Maldives прекратила перевозки между Мале и Ганом по причине вывода контингента Королевских военно-воздушных сил Великобритании с близлежащей авиабазы и резким падением спроса на перевозки.

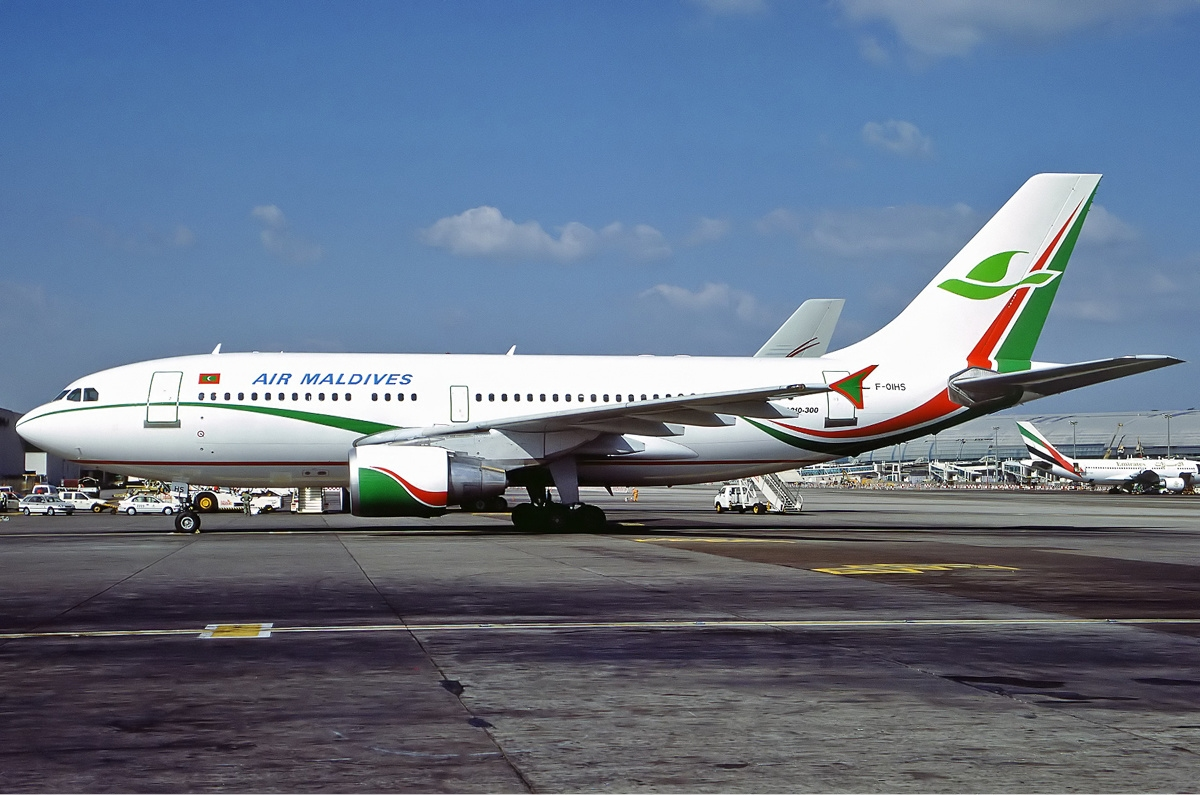
Airbus A310-300 авиакомпании Air Maldives

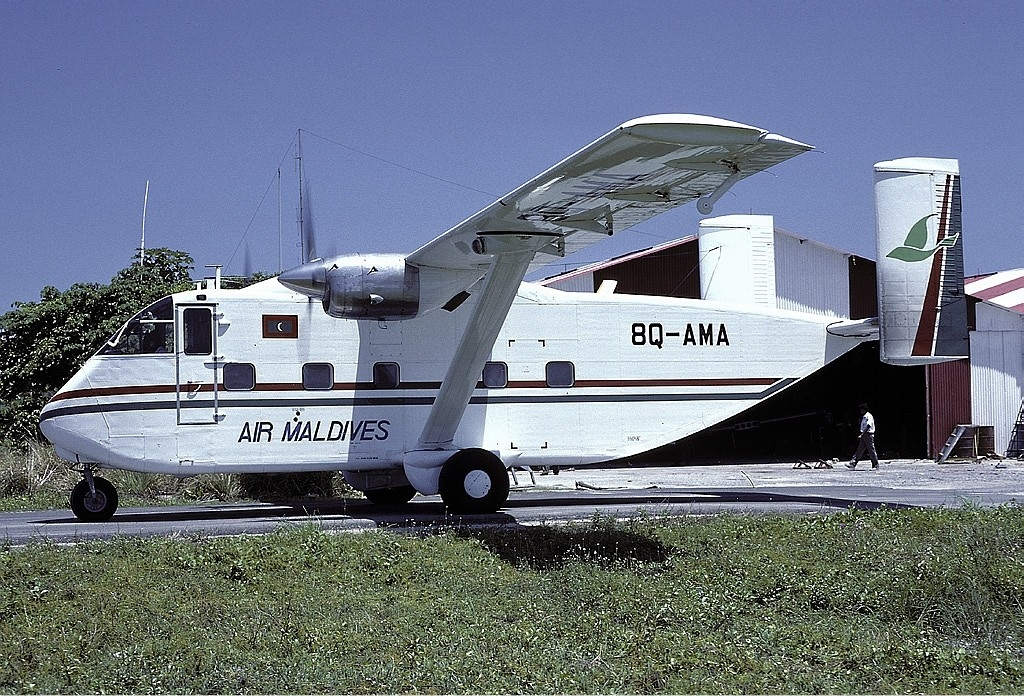
Dornier 228 авиакомпании Air Maldives

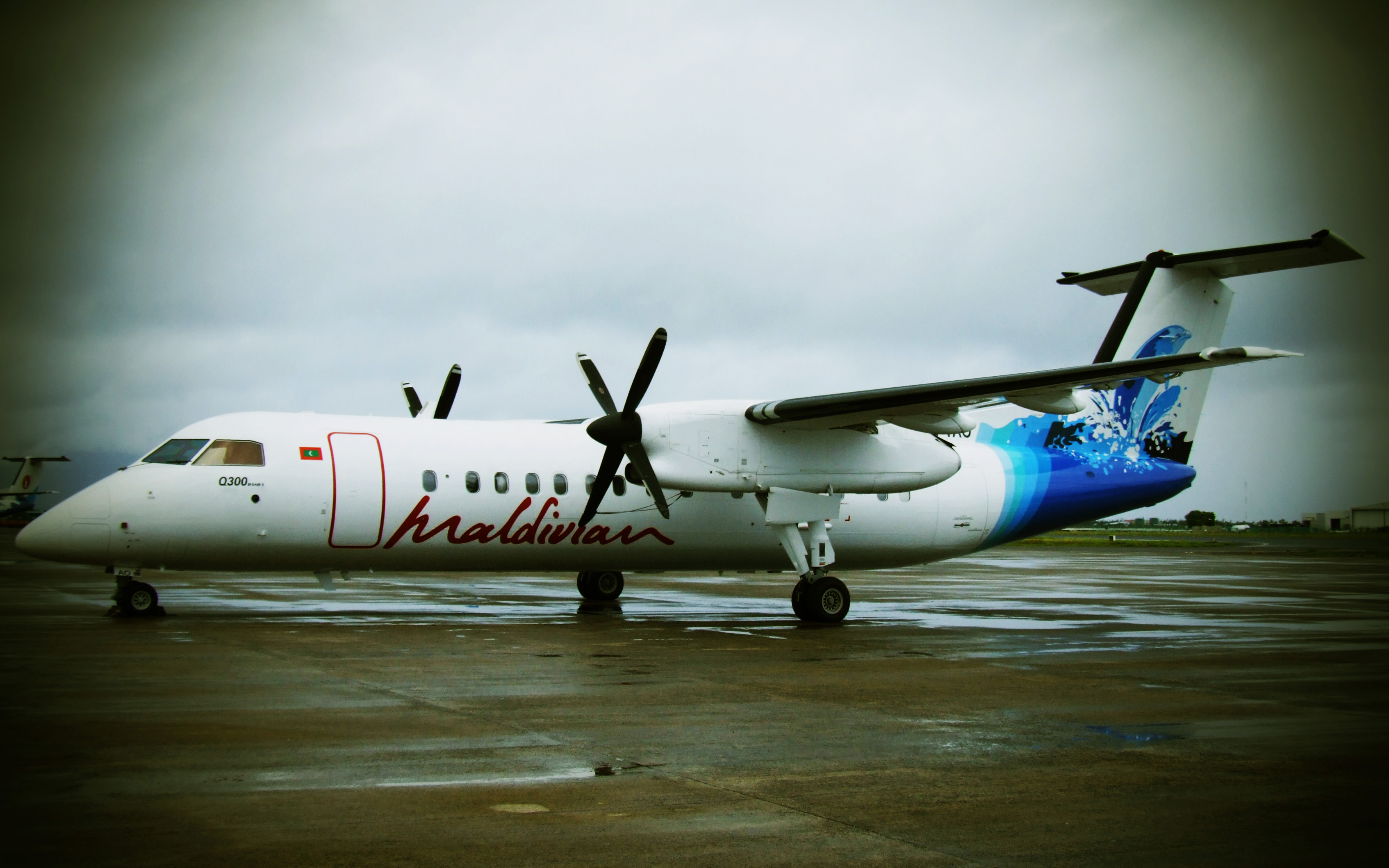
После банкротства национальным авиаперевозчиком стала авиакомпания Maldivian

После смены собственника новое руководство было вынуждено отправить оба эксплуатируемых самолёта на капитальный ремонт в сингапурский международный аэропорт Селетар по причине их очень плохого технического состояния. После проведённой оценки ремонт первого из них (8Q-AM101, «Flying Fish I») был признан нецелесообразным и самолёт остался дожидаться утилизации в Селетаре. На спену ему в октябре 1976 года был приобретён другой Convair 440 (регистрационный 90907). Второй лайнер после капитального ремонта вернулся в ноябре 1976 года в эксплуатацию.
В мае 1977 года авиакомпания была вынуждена полностью прекратить операционную деятельность по причине замораживания её активов мальдивским правительством. Самолёт с регистрационным номером 90907 был возвращён в Сингапур, второй лайнер с регистрационным номером 8Q-AM102 находился на стоянке в международном аэропорту Мале вплоть до его продажи в январе 1979 года.

### 1980-е годы
Air Maldives возобновило коммерческие авиаперевозки в начале 1980 года, однако её деятельность была ограничена только внутренним рынком — авиакомпания выполняла рейсы на Short SC.7 Skyvan между Мале и Ганом.
В конце 1980-х годов Short SC.7 Skyvan был заменён на два самолёта Dornier 228, после чего в маршрутную сеть компании вошли ещё два аэропорта в Ханимаду и Кадхоо.

### 1990-е годы
В 1990-х годах Air Maldives получила финансовые инвестиции и вышла на рынок международных перевозок. 51 % собственности перевозчика к этому времени владело правительство Республики Мальдивы, остальные 49 % находились у бизнесмена Налури Берхада, который являлся мажоритарным владельцем авиакомпании Malaysia Airlines.
С 10 ноября 1994 года Air Maldives начала осуществлять регулярные рейсы в Дубай, Коломбо, Тривандрум и Куала-Лумпур, а позднее ввела маршруты в Бангкок и в Лондон через Дубай.

## Банкротство
В 2000 году Air Maldives объявила себя банкротом, суммарный долг авиакомпании составил около 69,2 миллионов долларов США. Истинные причины банкротства компании не разглашались и, судя по всему, это не делалось с ведома правительственных чиновников.
Общественность Мальдив была озадачена и разочарована неожиданными и странными обстоятельствами исчезновения национальной авиакомпании страны. Отдельные представители публично потребовали объяснений, после чего правительство выбрало наиболее удобный способ, свалив всю вину на бывшего исполнительного директора Malaysia Airlines Таджудина Рамли.

## Воздушный флот
- Airbus A300 — 2 ед., возвращены из лизинга
- Airbus A310 — 3 ед., возвращены из лизинга
- de Havilland Canada Bombardier Dash 8 — 1 ед., продолжил работу в Maldivian
- Dornier 228 — 2 ед., оба утилизированы в 2008 году
- Short SC.7 Skyvan — 1 ед., продан в 1991 году
- Convair 440 — 2 ед., один утилизирован, второй продан.

## Маршрутная сеть
- Франция — Париж
- Германия — Франкфурт
- Индия — Тривандрум
- Япония — Токио
- Мальдивы — Мале, Ган, Ханимаду, Каалдхоо, Кадхоо
- Малайзия — Куала-Лумпур
- Республика Корея — Сеул
- Шри-Ланка — Коломбо
- Таиланд — Бангкок
- Объединённые Арабские Эмираты — Дубай
- Великобритания — Лондон, Манчестер